# Julus melancholicus
Julus melancholicus är en mångfotingart som beskrevs av Koch. Julus melancholicus ingår i släktet Julus och familjen kejsardubbelfotingar. Inga underarter finns listade i Catalogue of Life.